# Monasterio Santa María de la Visitación (Progreso)
El Monasterio Santa María de la Visitación, ubicado en la localidad uruguaya de Progreso, departamento de Canelones, es una comunidad de vida contemplativa femenina, perteneciente a la Orden de la Visitación de Santa María. Las monjas de dicha orden son conocidas con el nombre de salesas, en honor a su fundador, San Francisco de Sales.
El Monasterio Santa María de la Visitación ha sido nombrado, a la vez, Santuario eucarístico de la Diócesis de Canelones, debido a la permanente adoración eucarística que realizan las religiosas y los peregrinos que hasta allí se acercan.